# ポルトガル陸軍
ポルトガル陸軍（ポルトガルりくぐん、ポルトガル語：Exército Português）は、ポルトガルの陸軍。

## 歴史

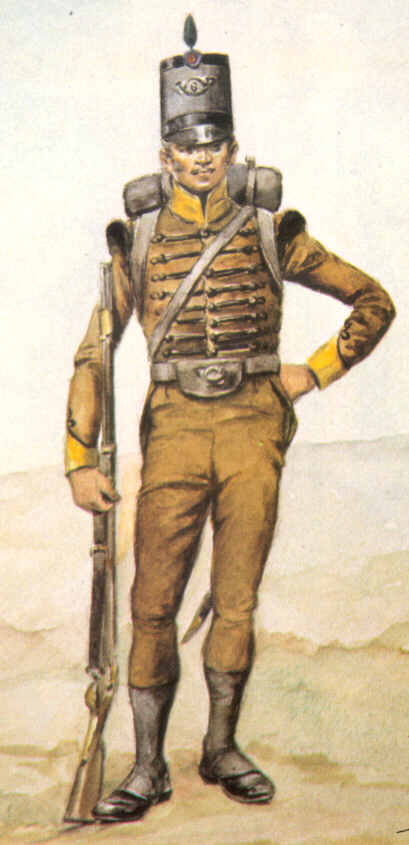
第6カカドール大隊の兵士 (1811年)

ポルトガル陸軍の歴史はポルトガルの歴史と密接につながっている。陸軍は12世紀のポルトガル王国成立時から存在し、歴史を継続させている点において世界最古の陸軍である。
陸軍は12世紀にムーア人とレオン王国から独立を勝ち取るために戦い、14世紀にカスティーリャ王国の侵攻に対し、19世紀には半島戦争でフランス帝国による侵攻に対して戦った。
15世紀以来、陸軍はアフリカ、アジア、アメリカ大陸、オセアニアおよびヨーロッパなど世界各地で第一次世界大戦ではポルトガル遠征軍団を編成し連合国の一員としてヨーロッパ戦線やアフリカ西部で戦う。
1961年から1974年までポルトガル植民地戦争のため、ポルトガル領インド、ポルトガル領ギニア、ポルトガル領アンゴラ、ポルトガル領モザンビークおよびカーボベルデで大小様々な戦闘に関与し、多くの戦場では優勢を保持したが最終的には敗北する。1974年4月のカーネーション革命により翌5月にはアントニオ・スピノラ将軍を首班とする臨時政府が成立する。また、カーネーション革命の混乱に乗じてインドネシア軍は東ティモールに侵攻する。
冷戦終結後、ボスニア・ヘルツェゴビナ、コソボ、東ティモールおよびアフガニスタンなどで平和維持活動に参加している。2005年12月にはアフガニスタンにおいて自動車爆弾の攻撃で戦死者を出している。

## 組織
2007年時点で現役26,700人うち徴集兵8,740人、予備役210,000人。

### 指揮命令系統
1. 陸軍司令部
  - 陸軍参謀総長（CEME）
  - 参謀総長付官房
  - 陸軍参謀次長（VCEME）
  - 陸軍規律高等会議
  - 陸軍懲戒委員会
  - 陸軍衛生改訂委員会
  - 陸軍監察官
  - 陸軍参謀本部
2. 中央管理機関
  - 教義指導監部（エヴォラ）
  - 兵站監部（リスボン）
  - 人事監部（ポルト）
  - 作戦監部（リスボン、オエイラス）
3. 高等教育機関
  - 陸軍士官学校
  - 陸軍高等工科学校

### 任務部隊

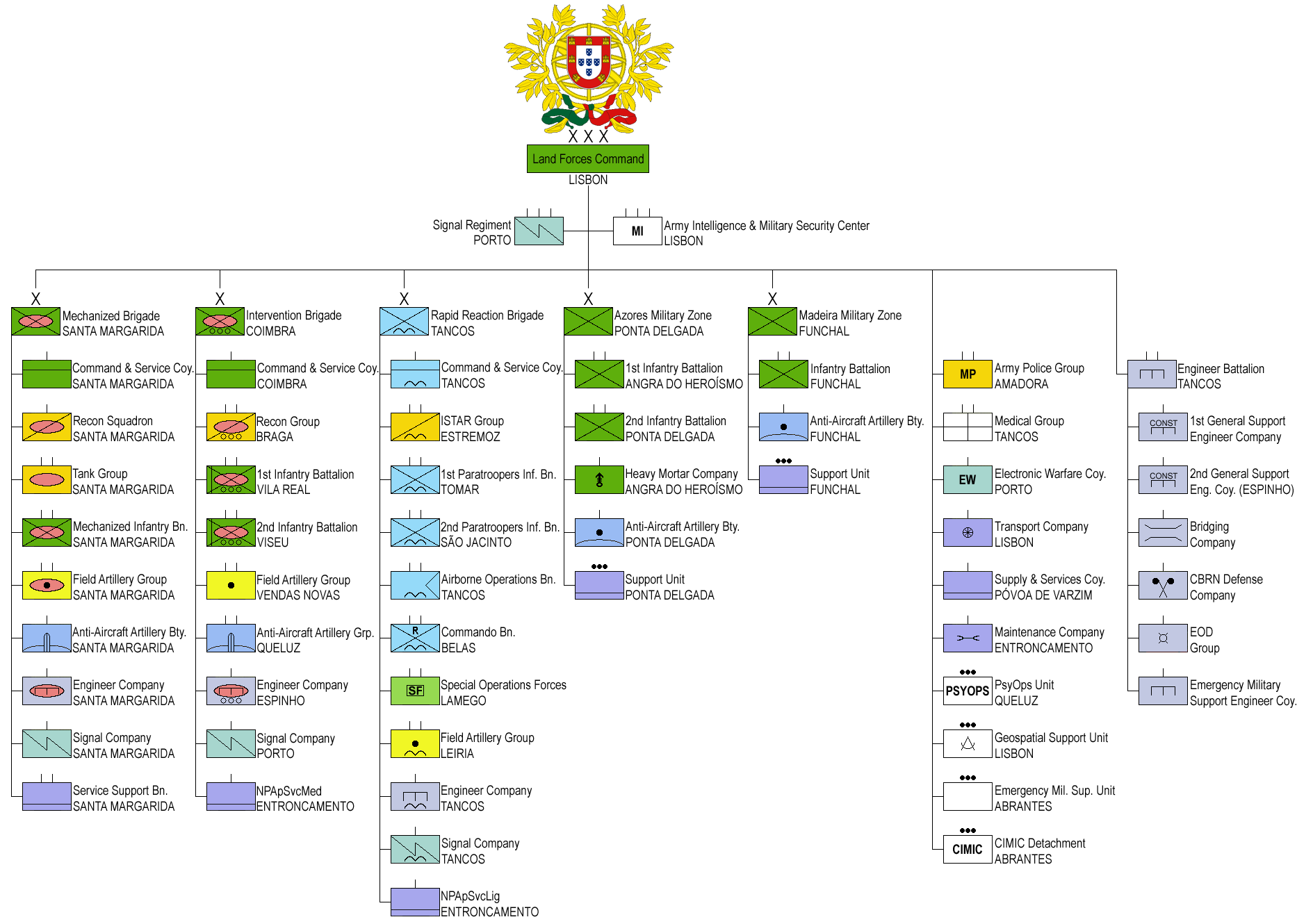
陸軍の編成

作戦監部の指揮下で陸軍基礎部隊体系から各種部隊の協力を受けて、任務別の部隊を構成する。

#### 旅団
旅団長には大佐ないし准将が充てられる。
- 機甲旅団（BriMec） 在サンタレン県コンスタンシア
  - 旅団司令部
  - 戦車群 （第4騎兵連隊と騎兵訓練学校の一部）
  - 第1機械化歩兵大隊
  - 第2機械化歩兵大隊
  - 砲兵群
  - 偵察大隊
  - 工兵中隊
  - 通信中隊
  - 本部管理中隊
  - 防空砲兵中隊
  - 支援任務大隊
  - 支援隊
- 緊急展開旅団（BRR） 在サンタレン県ヴィラ・ノヴァ・ダ・バルキーニャ
  - 旅団司令部
  - 第1落下傘歩兵大隊 （第15歩兵連隊の一部）
  - 第2落下傘歩兵大隊 （第10歩兵連隊の一部）
  - 特殊作戦部隊 （特殊作戦部隊センターの一部）
  - コマンドー大隊 （コマンドー部隊センターの一部）
  - 偵察大隊 （第3騎兵連隊の一部）
  - 空地支援大隊 （空挺学校の一部）
  - 砲兵群 （第4砲兵連隊）
  - 通信中隊 （陸軍軽航空隊の一部）
  - 防空砲兵小隊 （第1防空砲兵連隊の一部）
  - 工兵小隊 （工兵訓練学校の一部）
  - 陸軍ヘリコプター群 （陸軍軽航空隊の一部）
- 介入旅団 在コインブラ県コインブラ
  - 第1歩兵大隊 （第13歩兵連隊の一部）
  - 第2歩兵大隊 （第14歩兵連隊の一部）
  - 砲兵群 （第5砲兵連隊と砲兵訓練学校の一部）
  - 機関銃群 （第6騎兵連隊の一部）
  - 偵察大隊 （第6騎兵連隊の一部）
  - 工兵中隊 （第3工兵連隊の一部）
  - 通信中隊 （通信訓練学校の一部）
  - 防空砲兵中隊 （第1防空砲兵連隊の一部）
  - 支援任務大隊 （第19歩兵連隊の一部）

#### 軍管区
軍管区司令官には准将ないし少将が充てられる。
- アゾレス軍管区 在サンミゲル島ポンタ・デルガーダ
  - 司令部中隊
  - 会計センター
  - 第1守備連隊
  - 第2守備連隊
- マデイラ軍管区 在マデイラ島フンシャル
  - 司令部中隊
  - 支援隊
  - 第3守備連隊

#### 全般支援部隊
各駐屯地に分散配置。
- 防空砲兵全般支援大隊 （第1防空砲兵連隊の一部）
- 陸軍憲兵隊 （第2槍騎兵連隊の一部）
- 軍民一般協力中隊 （第1工兵連隊で訓練を受ける）
- 工兵全般支援中隊 （第1工兵連隊と第3工兵連隊の一部）
- 人的情報中隊 （軍事保安情報センターで訓練を受ける）
  - 軍事保安情報分遣隊 （軍事保安情報センターで訓練を受ける）
- 心理戦隊 （軍事保安情報センターで訓練を受ける）
- 橋梁中隊 （工兵訓練学校で訓練を受ける）
- 核防護中隊 （生物化学技術訓練学校で訓練を受ける）
- 爆発物処理群 （工兵訓練学校で訓練を受ける）
- 通信全般支援中隊 （通信訓練学校で訓練を受ける）
- 電子戦中隊 （通信訓練学校で訓練を受ける）
- 補充役務中隊 （役務訓練学校で訓練を受ける）
- 輸送中隊 （輸送連隊で訓練を受ける）
- 整備中隊 （整備連隊で訓練を受ける）
- 機動野戦病院 （陸軍病院で訓練を受ける）
- 地理支援隊 （軍地理研究所で訓練を受ける）

### 陸軍基礎部隊体系
ポルトガル陸軍の各種部隊は、陸軍基礎部隊体系を構成し教育訓練や人事管理を歴史的および伝統の継承などの理由に基づき、殆どの場合連隊を基幹に基礎部隊を形成している。
- 兵站監部の系統
  - 整備連隊、在エントロンカメントゥ（pt:Entroncamento）
  - 軍事電子工学センター、在パス・デ・アルクス（pt:Paço de Arcos）
  - 輸送連隊、在リスボン
- 教義指導監部の系統
  - 陸軍軍曹学校、在カルダシュ・ダ・ライーニャ
  - 歩兵訓練学校、在マフラ
  - 騎兵訓練学校、在アブランティシュ
  - 砲兵訓練学校、在ベンダシュ・ノバシュ（pt:Vendas Novas）
  - 工兵訓練学校、在タンコス（pt:Tancos）
  - 通信訓練学校、在ポルト
  - 役務訓練学校、在ポボア・デ・バルジン（pt:Póvoa de Varzim）
  - 第5砲兵連隊、在ヴィラ・ノヴァ・デ・ガイア
  - 第3騎兵連隊、在エシュトレモシュ（pt:Estremoz）
- 作戦監部の系統
  - 通信連隊、在リスボン
  - 軍事保安情報センター、在トラファリア（pt:Trafaria）
    - 第1歩兵連隊、在タヴィラ
- アゾレス軍管区の系統
  - 第1守備連隊、在アングラ・ドゥ・エルイズム
  - 第2守備連隊、在ポンタ・デルガーダ
- マデイラ軍管区の系統
  - 第3守備連隊、在フンシャル
- 機甲旅団の系統
  - 新組織のため基礎部隊を持たない。
- 介入旅団の系統
  - 第13歩兵連隊、在ビラ・レアル（pt:Vila Real）
  - 第14歩兵連隊、在ヴィゼウ
  - 第19歩兵連隊、在シャヴィシュ（pt:Chaves (Portugal)）
  - 第4砲兵連隊、在レイリア
  - 防空砲兵連隊、在ケルス (シントラ)（pt:Queluz (Sintra)）
  - 第6騎兵連隊、在ブラガ
  - 第3工兵連隊、在エスピーニョ（pt:Espinho (Portugal)）
- 緊急展開旅団の系統
  - 空挺学校、在タンコス
  - コマンドー学校、在ケルス (シントラ)（pt:Queluz (Sintra)）
  - 特殊作戦学校、在ラメーグ（pt:Lamego）
  - 第3歩兵連隊、在ベージャ
  - 第10歩兵連隊、在アヴェイル
  - 第15歩兵連隊、在トマール
  - 陸軍軽航空隊、在タンコス
- 全般支援部隊の系統
  - 第2槍騎兵連隊、在アジューダ (リスボン)（pt:Ajuda (Lisboa)）
  - 第1工兵連隊、在ポンティーニャ（pt:Pontinha）
- 陸軍の再編成のため以下の系統は解散される
  - 第4騎兵連隊、在サンタ・マルゲリータ駐屯地（pt:Campo Militar de Santa Margarida）
  - 第2歩兵連隊、在アブランティシュ
  - 第8歩兵連隊、在エルヴァシュ
  - 衛生役務大隊、在クインブラ
  - 付属大隊、在サカヴェン
  - 資材役務訓練学校
  - 輸送役務訓練学校

## 装備

### 小火器

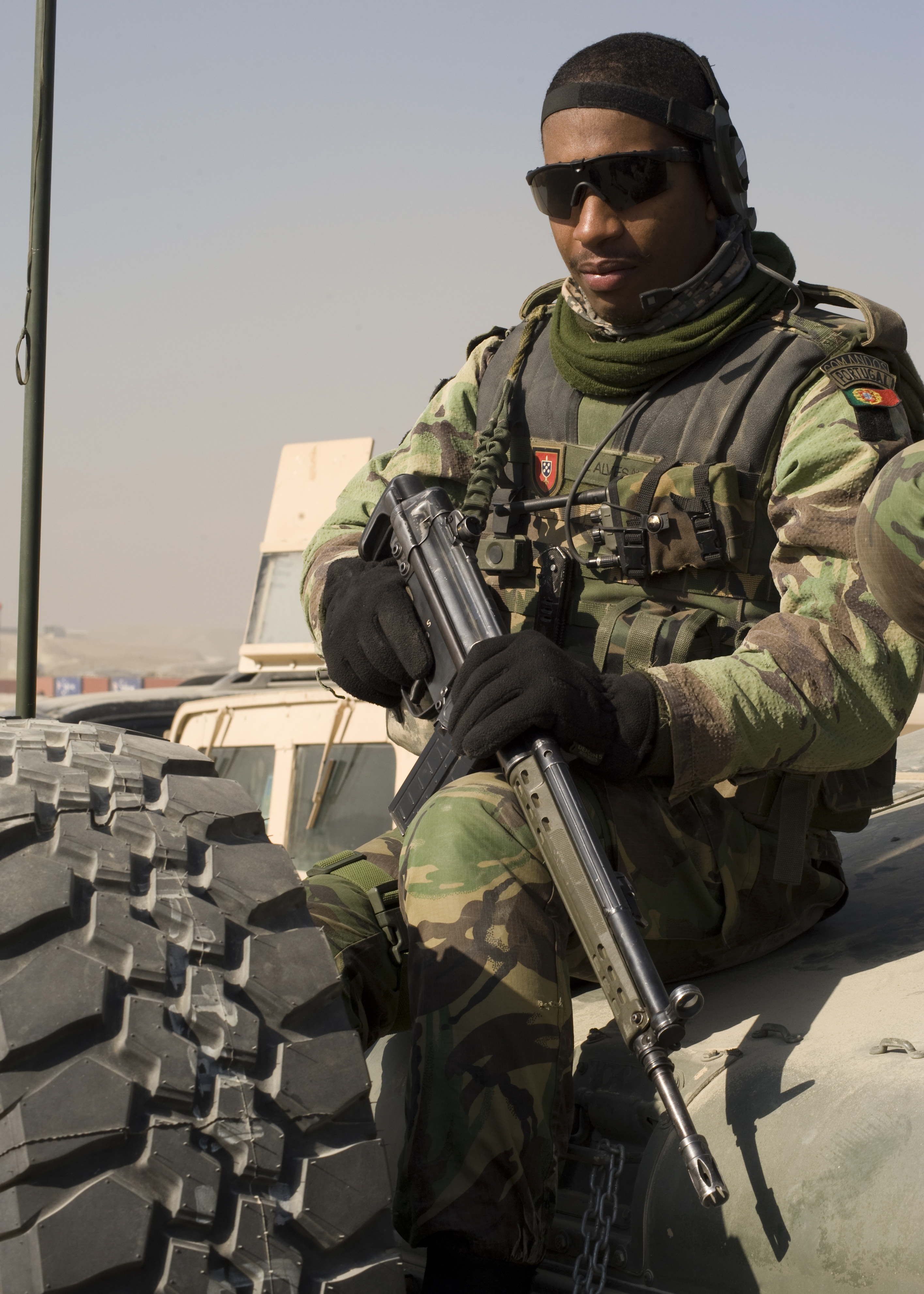
H&K G3を手にするコマンドー大隊の兵士

- ワルサーP38
- グロック17
- グロック19
- SIG SAUER P226
- H&K G3
- H&K G36
- M4カービン
- FN SCAR
- IMI ガリル
- IMI タボールAR21
- H&K PSG-1
- H&K MSG-90
- FN P90
- H&K MP7
- H&K MP5
- H&K HK21
- H&K MG4
- ラインメタルMG3
- ブローニングM2重機関銃
- H&K HK79
- M203 グレネードランチャー
- M320 グレネードランチャー

### 車両

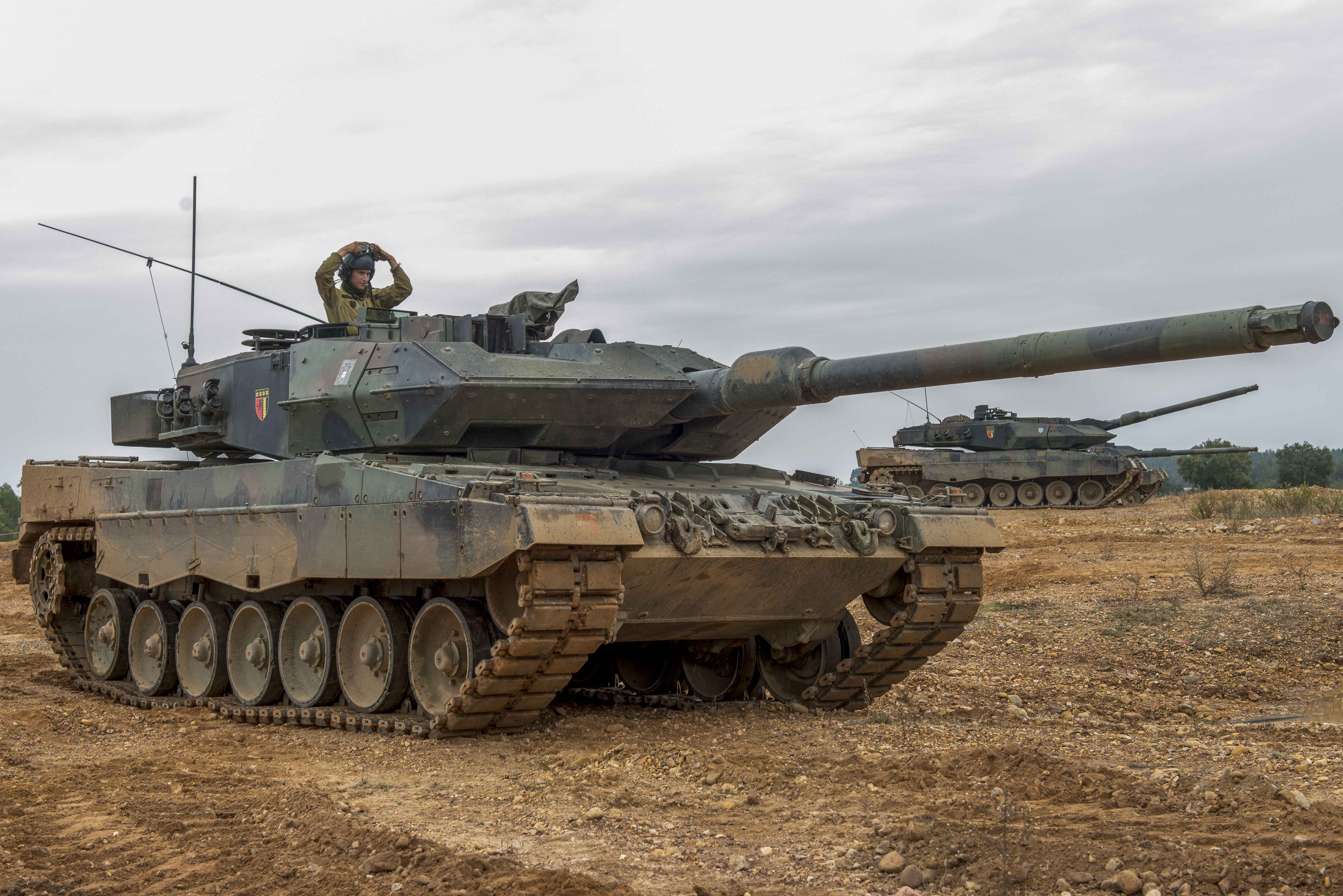
レオパルト2A6戦車

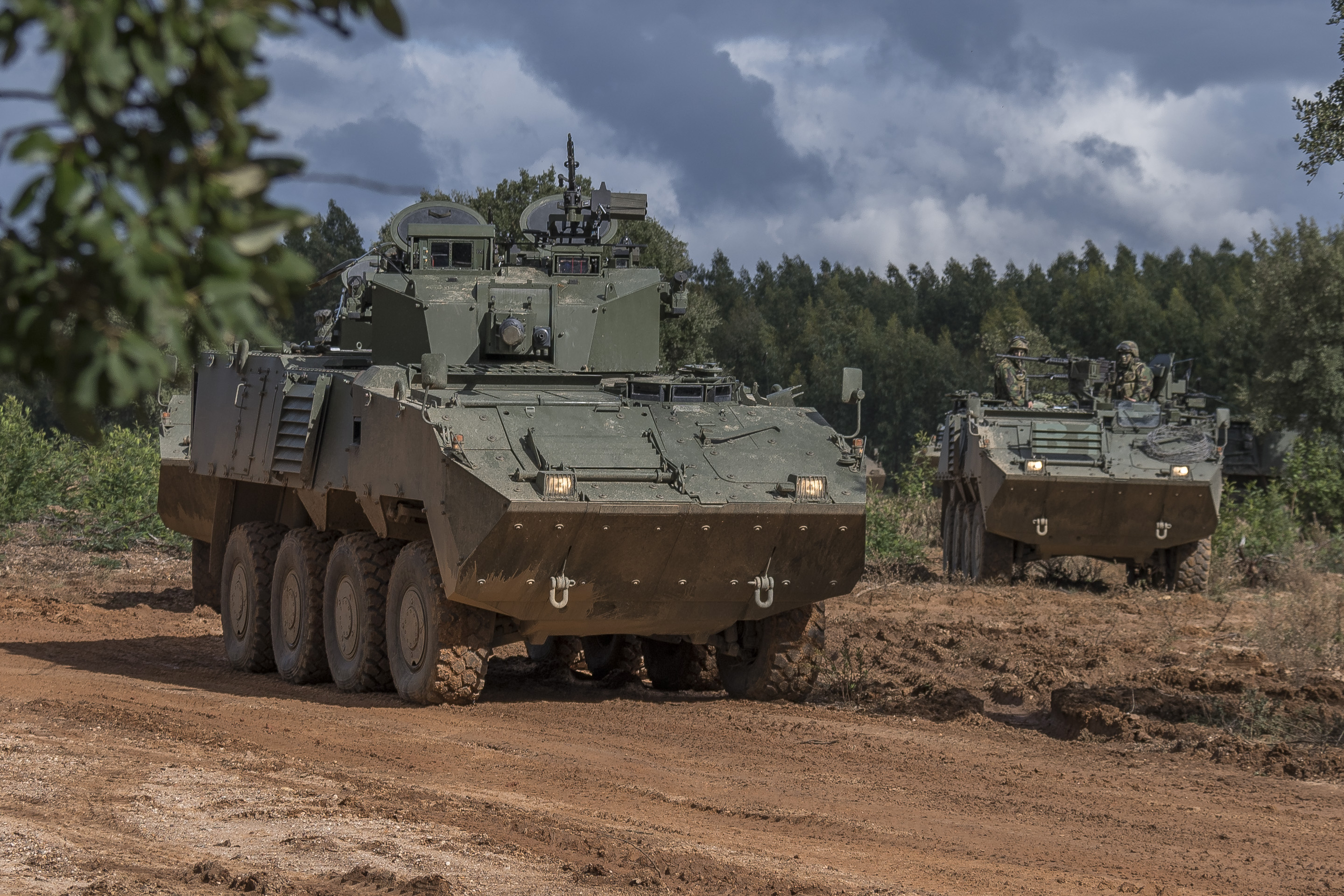
パンデュールII装輪装甲車

- レオパルト2A6 × 37輌
- M60A3 × 86輌
- M60A4 × 8輌
- M48A5 × 86輌
- M113装甲兵員輸送車 × 240輌
- M557 × 40輌
- V-150 × 15台
- V-200 × 73台
- M-11 × 25台
- パンデュールII
- トヨタ・ランドクルーザー
- ランドローバー・ディフェンダー
- VAMTAC

### 火砲
- M101 105mm榴弾砲 × 52門
- L119 105mm榴弾砲 × 21門
- オート・メラーラMod56 105mm榴弾砲 × 24門
- M114A1 155mm榴弾砲 × 38門
- M109A2 155mm自走榴弾砲 × 6輌
- M109A5 155mm自走榴弾砲 × 14輌
- 150mm沿岸砲 × 9門
- 152mm沿岸砲 × 6門
- 234mm沿岸砲 × 6門
- L16A2 81mm迫撃砲 × 不明
- M30 107mm迫撃砲 × 76門
- M73 120mm迫撃砲 × 98門
- M40 106mm無反動砲 × 128門
- カールグスタフM2 × 162門
- 90mmロケット砲 × 112門
- Rh202 20mm機関砲 × 31門
- L60 40mm機関砲 × 62門

### ミサイル
- ミランATM × 68基
- BGM-71 TOWATM × 50基
- MIM-72 チャパラルSAM × 37基
- FIM-92 スティンガーSAM × 15基

## 階級
| 士官               |                              |       |
| 陸軍元帥           | Marechal do Exército         | OF-10 |
| 陸軍大将           | General                      | OF-9  |
| 陸軍中将           | Tenente-general              | OF-8  |
| 陸軍少将           | Major-general                | OF-7  |
| 陸軍准将           | Brigadeiro-general           | OF-6  |
| 陸軍大佐           | Coronel tirocinado / Coronel | OF-5  |
| 陸軍中佐           | Tenente-coronel              | OF-4  |
| 陸軍少佐           | Major                        | OF-3  |
| 陸軍大尉           | Capitão                      | OF-2  |
| 陸軍中尉           | Tenente                      | OF-1  |
| 陸軍少尉           | Alferes                      | OF-1  |
| 士官候補生         | Aspirante                    | OF-D  |
| 准士官および下士官 |                              |       |
| 先任曹長           | Sargento-mor                 | OR-9  |
| 曹長               | Sargento-chefe               | OR-8  |
| 上等軍曹           | Sargento-ajudante            | OR-7  |
| 1等軍曹            | Primeiro-sargento            | OR-6  |
| 2等軍曹            | Segundo-sargento             | OR-5  |
| 1等下士官          | Furriel                      | OR-5  |
| 2等下士官          | Segundo-furriel              | OR-5  |
| 兵卒               |                              |       |
| 先任伍長           | Cabo de secção               | OR-4  |
| 上等伍長           | Cabo-adjunto                 | OR-4  |
| 1等伍長            | Primeiro-cabo                | OR-3  |
| 2等伍長            | Segundo-cabo                 | OR-2  |
| 兵                 | Soldado                      | OR-1  |